# Sławno (Landgemeinde)
Die Gmina wiejska Sławno ist eine Landgemeinde in der polnischen Woiwodschaft Westpommern, Powiat Sławieński. Sitz von Kreis und Landgemeinde ist die Stadt Sławno ['swavnɔ] (deutsch Schlawe), die der Gemeinde selbst nicht angehört.
Die Landgemeinde hat eine Fläche von 284,20 km², die das gesamte Stadtgebiet umschließt, und eine Einwohnerzahl von 8833 (31. Dezember 2020). Wójt (Gemeindevorsteher) ist seit 2006 Wojciech Antoni Stefanowski.
In Polen gibt es neben dieser Gmina im Powiat Sławieński noch eine weitere Gmina Sławno, die im Powiat Opoczyński in der Woiwodschaft Łódź liegt und flächen- sowie einwohnermäßig kleiner ist als die hier aufgeführte.

## Geografie
Die Gmina Sławno grenzt an folgende Nachbargemeinden:
Die Stadt Sławno, die Gmina Darłowo (Rügenwalde), die Gmina Malechowo (Malchow) und die Gmina Postomino (Pustamin) im Powiat Sławieński, die Gmina Polanów (Pollnow) im Powiat Koszaliński sowie die Gmina Kępice (Hammermühle) und die Gmina Kobylnica (Kublitz) im Powiat Słupski in der Woiwodschaft Pommern.

## Gemeindegliederung
Die Gmina Sławno ist in 22 Schulzenämter untergliedert:
| - Bobrowice (Alt Bewersdorf) - Bobrowiczki (Neu Bewersdorf) - Boleszewo (Rötzenhagen) - Brzeście (Hohenzollerndorf) - Gwiazdowo (Quäsdow) - Janiewice (Jannewitz) - Kwasowo (Quatzow) - Łętowo (Lantow) - Noskowo (Notzkow) - Pomiłowo (Marienthal) - Radosław (Coccejendorf) | - Rzyszczewo (Ristow) - Sławsko (Alt Schlawe) - Smardzewo (Schmarsow) - Stary Kraków (Alt Krakow) - Tokary (Deutschrode) - Tychowo ((Wendisch) Tychow) - Warszkowo (Alt Warschow) - Warszkówko (Neu Warschow) - Wrześnica (Freetz) - Żabno (Segenberg) - Żukowo (Suckow) |

In diesen Schulzenämtern sind 28 weitere Ortschaften zusammengefasst, wie:
- Boleszewo-Kolonia (Kolonie Rötzenhagen), Borzyszkowiec, Chomiec (Klarenwerder), Dybowo (Dybow), Emilianowo, Graniczniak, Grzybno, Gwiazdówko (Klein Quäsdow), Krakowiany, Pątnowo (F. Wolfshagen), Przemysławiec (Wilhelmshorst), Rzyszczewko (Neu Ristow), Ugacie (Ujatzthal), Waliszewo (Waldheim), Warginia (Kolonie Waldhof), Warszkowo-Kolonia (Kolonie Alt Warschow) und Żukówko (Neu Suckow).